# Gajševci
Gajševci so naselje v Občini Križevci.